# Evangelický kostel (Strážné)
Secesní evangelický kostel v krkonošské horské osadě Hořejší Herlíkovice patřící k obci Strážné byl vystavěn roku 1904 podle projektu drážďanského architektonického ateliéru Schilling & Gräbner. Kostel je chráněn jako kulturní památka. Kostel se nachází v části Strážného, která dříve patřila k samostatné, převážně německé obci Herlíkovice (něm. Hackelsdorf). V roce 1951 však tato vysídlená obec zanikla a byla rozdělena mezi Vrchlabí a Strážné.

## Historie
Převážně německé Herlíkovice byly v pobělohorské době rekatolizovány a zůstaly čistě katolické i po vydání Tolerančního patentu. Situace se změnila kolem roku 1900, kdy mezi místními obyvateli začaly nacházet odezvu výzvy všeněmeckého hnutí jako „Pryč od Říma!“ nebo „Kdo je Němec, je luterán“. Evangelíků bylo v obci brzy až 15 procent. Propagátorem odchodu od katolické církve byl hostinský a pozdější starosta Franz Erben, který také daroval pozemek na stavbu kostela, vystavěného poté se značnou pomocí německého podpůrného Spolku Gustava Adolfa. Stavitelem bylo sdružení vrchlabských stavitelů Kraus & Hollmann, kteří stavěli též evangelický kostel v Prostředním Lánově. Roku 1901 zde vzniklo společenství (kazatelská stanice) německého evangelického sboru v Rudníku. Kostel byl posvěcen 2. června 1904. V již předválečném protikatolickém hnutí se zde (roku 1910) vytvořila kazatelská stanice sboru ve Vrchlabí a roku 1921 se z ní stal samostatný sbor, pro změnu Německé evangelické církve v Čechách, na Moravě a ve Slezsku.
Po druhé světové válce připadl kostel jako konfiskovaný německý majetek státu. Nejdříve se stal terčem vandalů, kteří rozbili okna i dveře, brzy jej však převzala Českobratrská církev evangelická. První česká bohoslužba zde byla sloužena 18. července 1948. Zásadní rekonstrukce byla provedena v osmdesátých letech 20. století podle projektu arch. Jiřího Veselého a výtvarného návrhu jeho manželky Barbory.
Kostel slouží jako kazatelská stanice evangelického sboru ve Vrchlabí. V roce 2014 byly restaurovány barevné vitráže a nově natřena okna a dveře. Na financování oprav se spolu s Ústřední církevní kanceláří Českobratrské církve evangelické podílí Farní sbor ČCE ve Vrchlabí, Česko-německý fond budoucnosti, krajanské sdružení bývalých německých obyvatel, evangelická církev a spolek SEM Přátelé Herlíkovic.

## Galerie

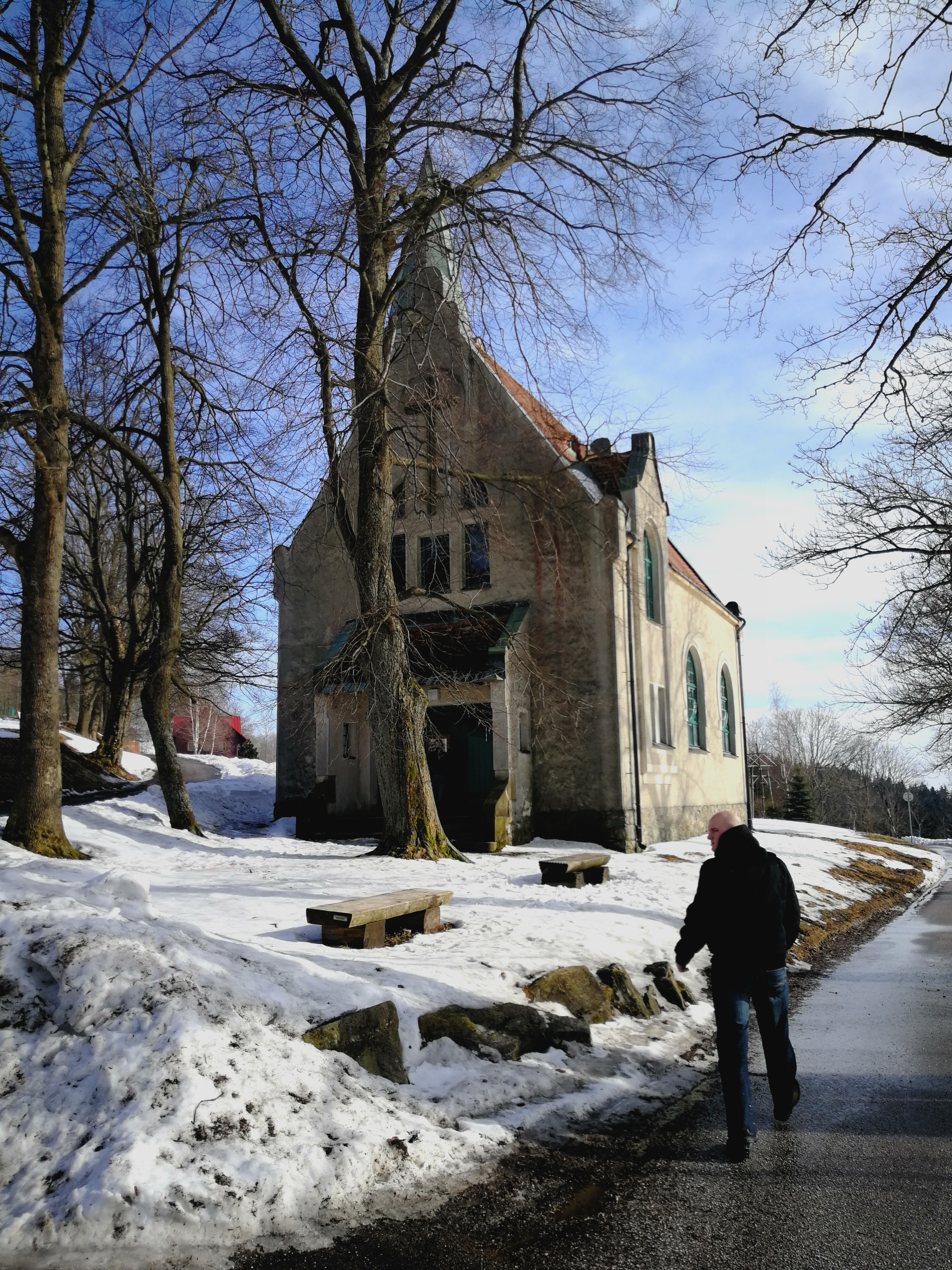
Zima 2018
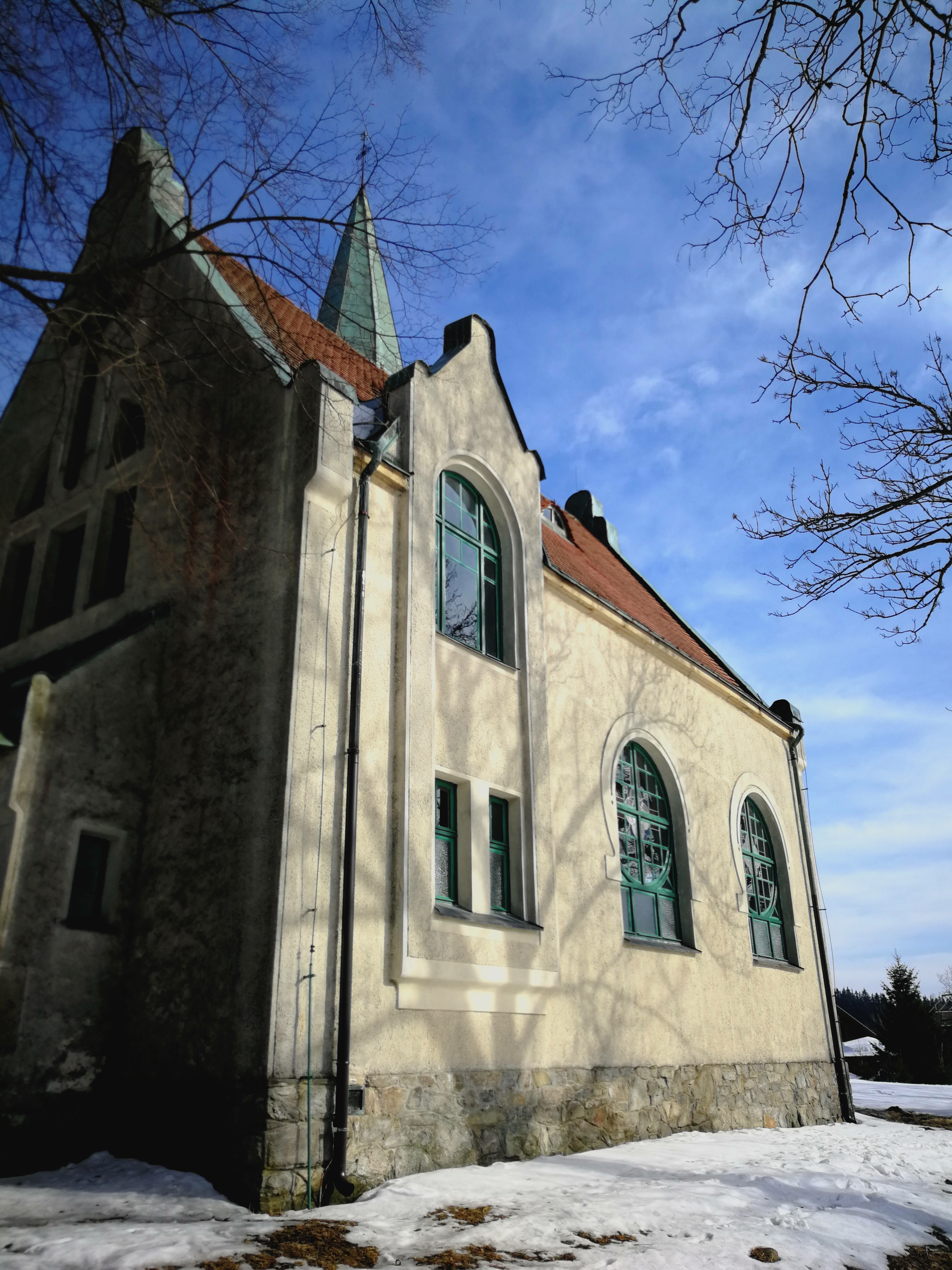
Zima 2018
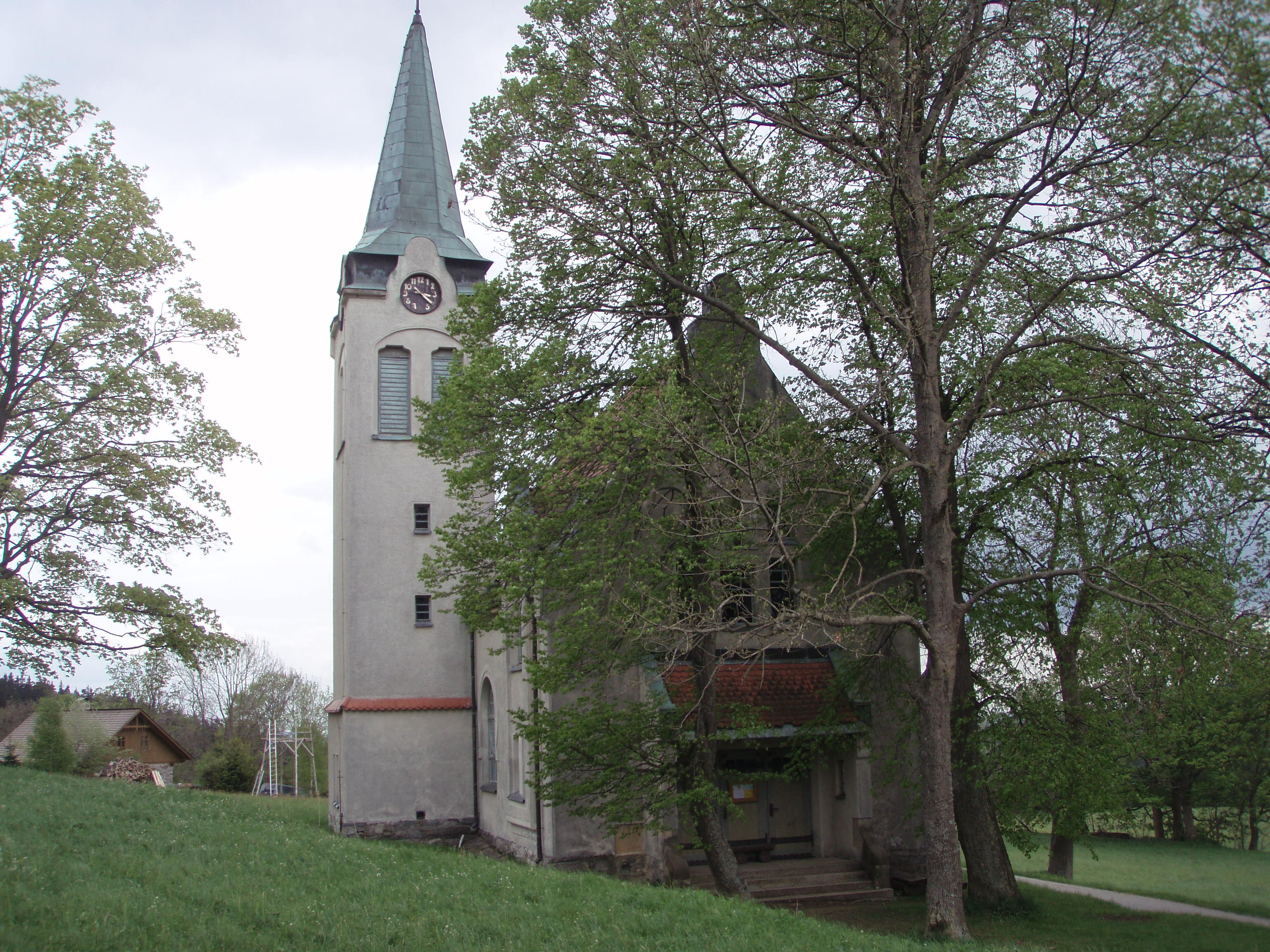
Jaro 2011